# 八王子城
八王子城（日语：／ Hachiouji-jō *）是一座位於日本東京都八王子市元八王子町（舊為武藏國）的城。日本100名城之一。該城作為後北條氏之居城──小田原城的主要支城。

## 歷史

### 安土桃山時代
八王子城於天正10年（1582年），由北條氏照建造。同15年（1587年），氏照將居城由滝山城遷至八王子城。同18年（1590年），豐臣秀吉發動小田原征伐，氏照因去支援小田原城，由橫地吉信擔任城代，留守在城內的士兵和農民兵共約3000人。6月23日，前田利家和上杉景勝率15000大軍攻城，並在不到一天的時間攻陷八王子城（八王子之戰）。隨著後北條氏的滅亡以及德川家康接管關東領域，八王子城在之後遭到廢城。

### 近代
昭和26年（1951年），被指定為國家史蹟。
平成2年（1990年），復元御主殿附近的石垣、虎口和曳橋竣工。同18年（2006年），被選為日本100名城 （22號）。

## 城址及構造

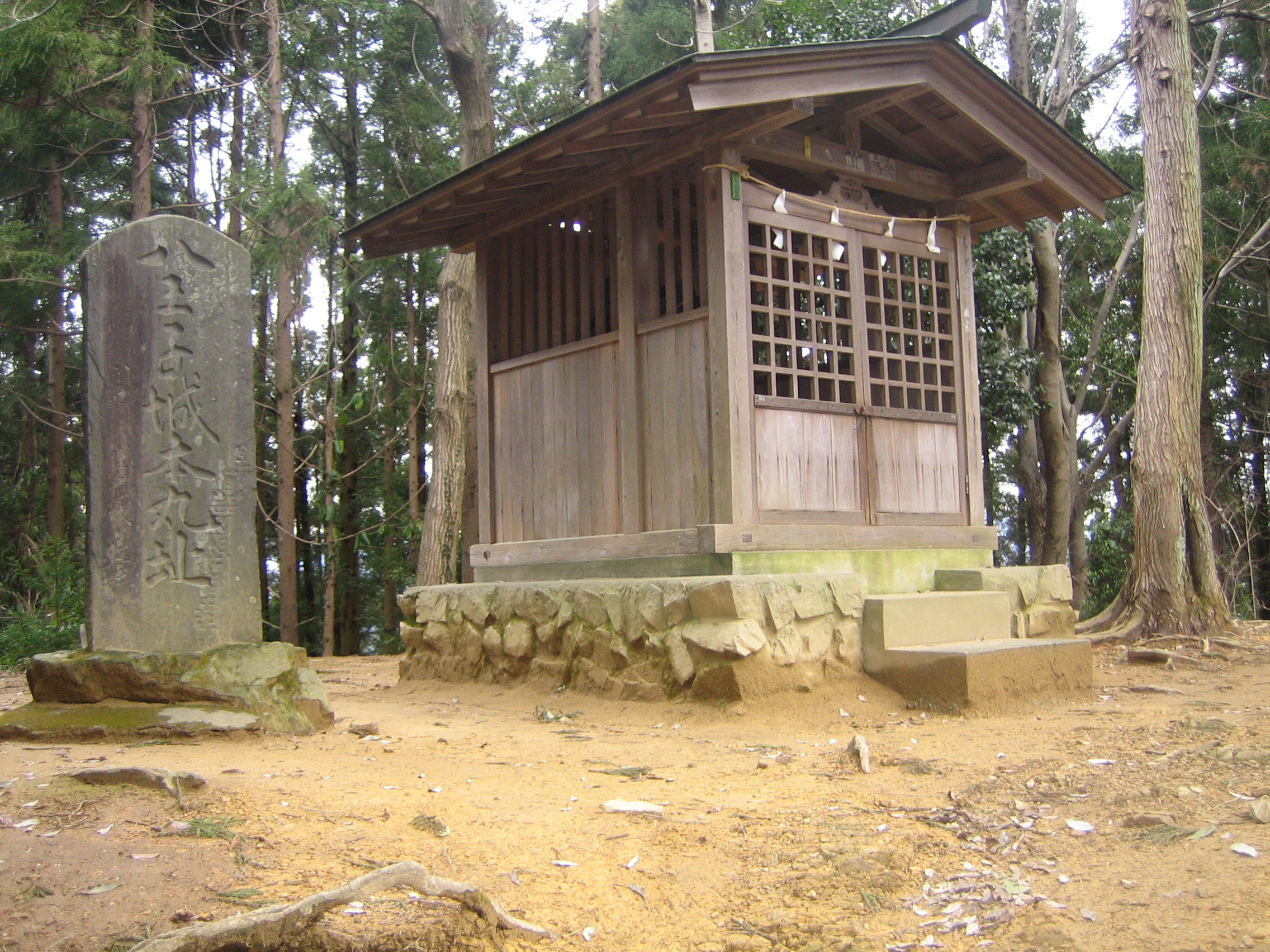
本丸跡

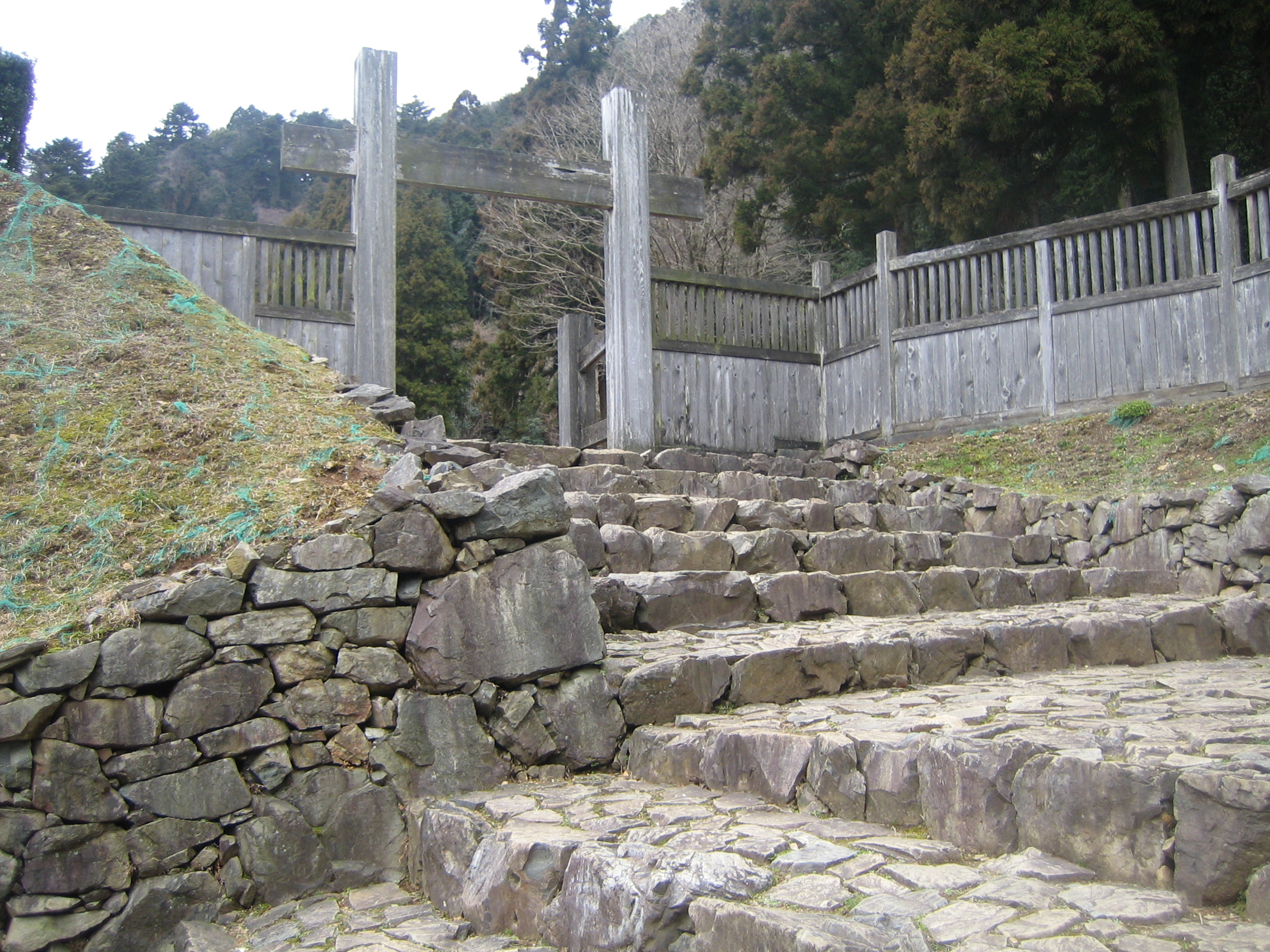
朝御主殿方向的虎口和冠木門

八王子城為位於海拔約460公尺高的城山上之山城。此處緊鄰著甲斐國的國境，為戰略要害地。
主要可分為五個區域：（1）在山頂的要害地區（2）以御主殿為中心的居館地區（3）根小屋地區（4）太鼓曲輪地區（5）御靈谷地區
。

### 要害地區
高丸曲輪群作為此區東側的防禦要衝，西側則為無名曲輪群。其餘曲輪分別為含本丸跡的山頂曲輪、帶曲輪、松木曲輪、小宮曲輪、中曲輪和詰城跡。

### 居館地區
御主殿為八王子城內最大的建築物，亦為氏照公執行公務和生活起居的場所。此建築物周圍的擋土牆是先以石垣為基底，接著以土壘堆疊而成
。
在御主殿旁邊為會所，其作為接客會館使用。
曲輪部分包括御主殿曲輪、アシダ曲輪群、馬蹄段、金子曲輪、柵門跡、山王台。

### 根小屋地區
此區包含家臣屋敷與寺院。

### 太鼓曲輪地區
太鼓曲輪為面向御主殿的山脊上之曲輪群。此曲輪的特色為具五個與山脊垂直的堀切，其防止敵軍輕易侵入。

### 御靈谷地區
此區於太鼓曲輪地區的東側，具有防禦設施群。

## 交通方式
電車與公車
- 由JR東日本中央本線和京王電鐵高尾線的高尾站出站，從北口1號乘車處搭乘西東京巴士（日语：西東京バス），之後於「靈園前・八王子城跡入口」下車，徒步約走20分。

汽車
- 由首都圈中央聯絡自動車道八王子西交流道（日语：八王子西インターチェンジ）下交流道，行駛約10分。或是由中央自動車道八王子交流道（日语：八王子インターチェンジ）二號出口下交流道，行駛約40分。

## 備註
1. 1 2  児玉幸多 (编). . 日本: 平凡社. 2002. ISBN 4582490131 （日语）.
2. ↑  .   [2022-08-06]. （原始内容存档于2022-02-25）.
3. ↑  .   [2022-08-06]. （原始内容存档于2021-12-07）.

## 外部連結
- 八王子城跡官方網站 （页面存档备份，存于）
- 八王子城跡 （页面存档备份，存于） - 八王子市公所網站
- 八王子城 （页面存档备份，存于） - kotobank